# Фиордализо
Марина Фиордалѝзо (Marina Fiordaliso), известна предимно с фамилното си име Фиордалѝзо, е италианска поп певица и телевизионна личност.

## Биография

### Произход и младежки години
Марина Фиордализо е родена на 19 февруари 1956 г. в град Пиаченца, регион Емилия-Романя. Тя е най-голямата от шестте деца на музиканта Ауро Фиордализо от Карла Поци. В ранна детска възраст започва да учи пиано и пее в консерватория „Джузепе Николини“ в Пиаченца. Дебютира на 13 години в оркестъра „Веселата компания“, където баща ѝ свири на барабани.
През 1971 г. на 15-годишна възраст, забременява с първото си дете, което ражда в Милано на 10 февруари 1972 г.
Кариерата ѝ като певица продължава през 1970-те г., когато се присъединява към шоу оркестъра на Франко Багути, с който записва няколко албума; неин е например главният глас в песента Io ho bisogno del mare (1980) – заглавна песен от едноименния албум, в който тя пее и в много други песни.
През 1981 г. участва във Фестивала в Кастрокаро в Кастрокаро Терме и Тера дел Соле, където представя песента „Бягай“ (Scappa via), с която се класира на първо място заедно с автора на песента Дзукеро Форначари. По време на изпълнението е забелязана от текстописеца Салваторе Де Паскуале (известен още като Депса), който ѝ предлага договор с италианския лейбъл Дуриум и става неин първи продуцент и покровител. Песента, с която тя печели фестивала, никога не е пусната като сингъл, но присъства в компилацията Кастрокаро'81, публикувана от Фонограм.

### 1980-те години
През 1982 г., благодарение на победата си на Фестивала в Кастрокаро, Фиордализо участва за първи път във Фестивала на италианската песен в Санремо, в категория „Нови предложения“. Тя се представя, като избира за свое сценично име само фамилията си Фиордализо (на итал. Метличина) и изпълнява песента „Мръсна поезия“ (Una sporca poesia), композирана от Пинучио Пирацоли и Франко Фазано с текст на Депса. Парчето става първият ѝ успех, макар и да не стига до финала. 45-оборотната ѝ едноименна плоча излиза с лейбъла Дуриум, а на страна B е песента „Песента на лебеда“ (Il canto del cigno), дело на Дзукеро.
В продължение на десетилетие (с изключение на 1987 и 1990 г.) Фиордализо присъства редовно на Фестивала в Санремо, свързвайки името си с неговото.
През 1982 г. участва в песенния фестивал „Диск на лятото“ в Сен Венсан с песента „Маска/ Магьосникът го няма“ (Maschera/ Il mago non c'è), дело на Депса и Пирацоли.
През 1983 г. участва с по-голям успех за втори път във Фестивала в Санремо с песента „Вече“ (Oramai), отново написана от Депса, този път заедно с Анджело Валсилио и Клаудио Даяно. Певицата се класира на 6-то място и освен това получава Наградата на критиката в Категория „Нови предложения“.
След фестивала Джани Моранди я избира за подгряващ глас на новото си турне. В допълнение към Oramai тя представя нова песен – „Тъжна приказка“ (Favola triste), написана от Пирацоли и Депса, и дует с Моранди, придружен от сардинската група Коро дели Анджели в песните „На колело“ (In bicicletta) на Рикардо Кочанте, „Плакат“ (Poster) на Клаудио Балиони и „Компанията“ (La compagnia) на Лучо Батисти.
През есента на 1983 г., след сътрудничеството с Депса, тя минава под продукцията на текстописеца Луиджи Албертели и нейния приятел по онова време – композиторът Енцо Малепасо. Резултатът от това сътрудничество е първият ѝ студиен албум, озаглавен просто Fiordaliso. Той съдържа шест парчета, написани от двойката Албертели-Малепасо, и четири парчета по музика на Флавио Премоли и Джанджилберто Монти (Il miele e il vento), Енрико Рикарди (Fare l'amore), Джани Фаре и Анди Сурди (Credo in me), Флавиано Куфари и Джиджи Белони (Ananas) по текстове на Албертели.
Освещаване с песента Non voglio mica la luna (1984)
През 1984 г., за трети пореден път, Фиордализо взема участие на Фестивала в Санремо, достигайки своя връх с песента „Да не би да искам луната“ (Non voglio mica la luna), която е може би е най-големият ѝ хит, написан за нея от Дзукеро Форначари и Енцо Малепасо по текст на Луиджи Албертели, и с нея тя става позната и извън Италия. Класира се на пето място на фестивала в Категория „Шампиони“ (първа сред жените) и достига първите места на класациите в Италия, Испания и Латинска Америка.
Предвид значителния комерсиален успех на песента първият ѝ едноименен албум, издаден едва няколко месеца по-рано, също е преиздаден с добавяне на песента от Санремо, от която LP-то взима новото си име Non voglio mica la luna. Международната версия на албума, предназначена за Испания и Латинска Америка, е озаглавена Yo no te pido la luna и съдържа песни на италиански и адаптации на испански, постигайки отличен резултат от продажбите. Песента става популярна и в Германия, Швейцария, Франция и във всички страни в Източна Европа, където е отпечатана с особено издание.
В началото на лятото, на вълната на успеха на Санремо, за първи път излиза нов сингъл на Фиордализо: Li-be-llu-la / Terzinato, с който тя участва във Фестивала „Диск за лятото“ в Сен Венсан. Следва Q Disc (EP), озаглавен Discoquattro, съдържащ 4 песни: Piña tropical (на испански език), дует с Енцо Малепасо, озаглавен Parliamo, Fare d'amore и Li-be-llu-la. Сингълът, макар и да не достига върха на хит-парада като сингъла от Санремо, въпреки това постига добри продажби и радио успех.
През есента Фиордализо пее в дует песента „Хубаво е да ти кажа, че те обичам“ (È bello dire anche ti amo) на Енцо Малепасо – неин автор и продуцент, издадена на 45 оборота от лейбъла Durium.
През 1985 г. певицата участва за четвърти пореден път във Фестивала в Санремо с „Моят ангел“ (Il mio angelo), която постига умерен успех в продажбите, въпреки че не се равнява на комерсиалния успех на „Да не би да искам луната“. Песента от Санремо, много различна от атмосферата на песента от миналата година, написана специално за изпълнителката от Луиджи Албертели и Енцо Малепасо, е посветена на първородния ѝ син.
Веднага след фестивала излиза новият ѝ студиен албум „Всекиму неговата жена“ (A ciascuno la sua donna), в който пее песни специално написани за нея от Дарио Балдан Бембо, Фабио Конкато, Енрико Руджери, Дзукеро Форначари и Васко Роси. Роси пише „Ще бъде по-добър“ (Sarà migliore), чието видео на живо е избрано за телевизионна тема на музикално предаване по Italia 1, докато самият Васко възражда песента в своя компилация от 2000 г. Добре завършеният графичен албум благодарение на Лучано Таларини, постига умерен успех по радиото и в продажбите.
През пролетта на същата година тя участва в „Диск за лятото“ с песента „Сама не, не съм съгласна“ (Sola no, io non ci sto), взета от албума „Всекиму неговата жена“. Тази последна песен е издадена като сингъл в Испания и Латинска Америка със заглавие Sola no yo no se estar и също постига известен успех, на вълната на който излиза испанската адаптация на албума „Всекиму неговата жена“ със заглавието Sola no, yo no se estar.
През 1985 г. излизат 45-оборотните плочи Vive за Мексико и Испания и Quanto dormi, и двете написани от Албертели и Малепасо за европейския пазар.
В края на лятното си турне тя започва първото си световно турне, което освен Европа засяга Южна Америка, Русия, Китай и Япония. В края на турнето излиза концертен албум, озаглавен „На живо по света“ (Dal vivo per il mondo), който отбелязва най-добрите ѝ моменти. В допълнение към успехите ѝ новият албум съдържа медли от класики на италиански автори на песни, в които Фиордализо подчертава отличните си качества на изпълнителка, непубликуваната на английски език You know my way и испанската Sola no, yo no se estar
За да я наложи окончателно, през 1986 г. лейбълът Durium я кара да участва в петия ѝ пореден Фестивал в Санремо с песента „Моя си работа“ (Fatti miei), написана от Дзукеро и Енцо Малепасо по текст от Луиджи Албертели, създадена от Микеле Торпедин и с аранжимент на Пепе Весикио. Въпреки известния екип обаче тя няма големия комерсиален успех на „Да не би да искам Луната“ . Веднага след участие във фестивала е преиздадена LP-то Dal vivo per il mondo с песента Fatti miei на мястото на You know my way.
През пролетта на същата година Фиордализо промотира и участва лично в албума „Пеейки за мама“ (Cantando per la mamma), в който си сътрудничат Нино Д'Анджело, Пупо, Фаусто Леали, Джузепе Чонфоли, Роберто Софичи и женската група Toys for Boys. Приходите от диска са дарени на Селището на майката и изоставеното дете – институт за самотни майки в Милано, където тя живее и ражда първото си дете през 1972 г.
През есента Фиордализо участва в конкурса Premiatissima '86 в дует с Пупо, представяйки „Животът е много повече“ (La vita è molto di più). Песента – дует, взета от едноименния албум на Пупо, отхвърлена преди това от комисията на Санремо '86, се класира на финала на фестивала на трето място.
През същата година тя сътрудничи в албума на мексиканския певец и автор на песни Лоренцо Антонио, дуетирайки в El idioma del amor – испанската версия на We've got tonight на Боб Сийгър (доведен до успех в Италия от Джани Моранди и Ейми Стюарт със заглавие Grazie perché); албумът достига върха на мексиканските класации, воден от дуета.
В Южна Америка и Испания излизат два нейни сингъла: Desde Hoy (испанска версия на Fatti miei) и Siento (никога непреведена на италиански) и две LP-та: Canta en espanol за Испания и Fiordaliso за Мексико, съдържащи двете песни и адаптации на испански език на някои пасажи, взети от предишни продукции.
През 1987 г. Фиордализо не участва във Фестивала в Санремо: песента, която първоначално изглежда е предназначена за нея – Quello che le donne non dicono вместо това е поверена на Фиорела Маноя, която се радва на най-голям успех с нея. Фиордализо казва: „Енрико Руджери и Луиджи Скиавоне – автори на песента искаха да ми я поверят за Санремо. Тогава те избраха Фиорела Маноя, защото според тях след успеха на „Да не би да искам Луната“ те казаха, че досега съм станала добре известна и твърде идентифицируема с парче и жанр, който е твърде комерсиален.“
През пролетта излиза третият ѝ студиен албум, озаглавен Fiordaliso, съдържащ десет песни, в които Фиордализо участва заедно с Луиджи Албертели в написването на текстовете на седем от тях. Албумът, аранжиран от Дадо Паризини, редактиран в графичния формат от Лучано Таларини и продуциран от Луиджи Албертели, е посветен на наскоро починалата ѝ баба, към чиято памет певицата е много привързана.
Il canto dell'estate, единственият сингъл, дело на Умберто Змайла и Енцо Малепасо по текст на Луиджи Албертели, е представен на фестивала „Диск за лятото“. За промоцията се използват и песните Vicino al cielo (адаптация на Touch of Paradise на австралийския певец и автор на песни Джон Фарнъм) и автобиографичната „Дните на сбогом“ (I giorni dell'addio) – една от най-добрите ѝ изпълнения.
След лятно турне Фиордализо тръгва на зимно, по време на което пее в театри и спортни зали в цяла Италия. През същата година участва заедно с Паоло Менголи в радиопрограма, която се излъчва всяка неделя по Rai Радио 1.
Също през 1987 г. излизат две нови компилации за латиноамериканския пазар, където изпълнителката е много популярна: първата, просто озаглавена Fiordaliso, е предназначена за испаноговорещата публика на американския пазар, а другата, озаглавена Otra historia de amor, излиза в Мексико.
През 1988 г., след закриването на Durium, тя подписва договор с И Ем Ай, където пристига поради интереса на Тото Кутуньо, който става нейният нов продуцент. Следва промяна на имиджа и музикалния ѝ стил, различен от поп-рока от периода на Durium. Тя става по-изискана, с по-мелодичен стил отколкото в началото.
Фиордализо се завръща на Фестивала в Санремо, където представя мелодичната и крещяща песен „За нас“ (Per noi), написана изцяло от Кутуньо и класирана на 8-мо място. Песента, дует с Клаудио Кабрини – певец с мощен тембър, подобен на този на Фаусто Леали, постига малък дискографски успех. Турнето и проектът за реализация на нов албум са прекъснати, тъй като Фиордализо очаква второто си дете, което се ражда в началото на 3 януари 1989 г. – синът ѝ Паоло Алберто.
Веднага след раждането Фиордализо участва за седми път във Фестивала в Санремо, където представя за втора поредна година парче, написано от Тото Кутуньо: „Ако те нямах“ (Se non avessi te). То се класира на 6-то място и постига добър успех в продажбите с 8 последователни седмици в Топ 20 на най-продаваните 45 оборота, достигайки два пъти позиция № 10.
През пролетта на 1989 г. излиза антологичен албум, озаглавен Io... Fiordaliso , който включва седем песни, вече публикувани с Durium, Per noi и неиздаваните Se non avessi te и Ora che ci sei, издадени на 45 оборота.

### 1990-те години
След сътрудничеството с Тото Кутуньо, в началото на 1990 г. Фиордализо преминава под художествената продукция на Франко Чани, първият съпруг на Анна Окса, и се връща към мелодичния рок с песента „Какво бих ти направила“ (Cosa ti farei) с премиера в телевизионната програма Europa Europa. В рамките на няколко седмици песента влиза в Хит парада, превръщайки се в един от най-слушаните италиански хитове на лятото и вторият най-продаван сингъл след Non voglio mica la Luna. Песента е написана от Франко Чани и Мауро Паолуци и също получава известна популярност в дискотеките и клубовете в Италия в ремикс версия.
През 1990 г. Фиордализо участва в четири епизода на предаването Europa Europa като музикална примадона на програмата, редувайки се с колежките си Миа Мартини и Милва. Почти едновременно с това излиза новият ѝ и очакван с нетърпение албум с неиздавани песни „Животът се танцува“ (La vita si balla), който включва сред авторите Франко Фазано, Данило Америо, Фабрицио Берлинчони и Франко Чани – продуцент на албума, с аранжимент на Херман Вайндорф.
Между една и друга вечер от лятното си турне Фиордализо успешно участва във Фестивалбар и в новия песенен конкурс „Кантаджиро“, на който завършва на 5-то място.
През 1991 г. участва за осми път във Фестивала в Санремо, представяйки „Най-голямото море, което има (Обичам те, човече)“ (Il mare più grande che c'è (I Love You Man)) – първият сингъл от новия ѝ албум „Божият портик“ (Il portico di Dio) и вторият продуциран от Франко Чани. Песента, мелодичен рок с блус акценти, остава няколко седмици в Топ десет на Хит парада на Италия. Албумът, с аранжимент и музика на Фио Дзаноти днес е най-успешната творба на изпълнителката. „Ще узнаеш“ (Saprai) в дует с Роби Факинети от Пух е вторият изваден от албума сингъл. Единственият кавър от албума е „Да пометем“ (Facciamo scopa) – италианска адаптация на Дзаноти и Чани на I Wish I'd Known You Then на Шели Пейкън. „Божият портик“ днес е най-успешната и престижна творба на Фиордализо.
През пролетта на 1992 г. тя участва в „Диск за лятото“ и във Фестивалбар, където прави премиера на новото си LP „Кажи ми ти защо“ (Dimmelo tu perché), съдържаща се в новата ѝ 33 оборота, която излиза в края на май и е последната ѝ работа с И Ем Ай. Албумът, озаглавен „Ще ме има“ (Io ci sarò), съдържа 8 песни: две от песните са композирани от Роби Факинети от Пух с текстове на Франко Чани, едната е изцяло от Джани Тони, а другите – от двойката Франко Чани и Фио Дзаноти, и двамата продуценти на албума. Въпреки че LP-то е сравнително добро, то не достига добрите нива на продажби от двата предишни албума и след това Им Ем Ай решава да не подновява договора. И Ем Ай Италия по онова време, може би твърде ангажирана с известни изпълнители, пренебрегва Фиордализо и я оставя твърде свободна, в смисъл, че няма човек, който наистина да се погрижи за нея и за това какъв трябва да бъде репертоарът ѝ, за да се наложи окончателно, т.е. истински продуцент. От този момент нататък кариерата ѝ претърпява внезапен срив и поради тази причина през следващите 1990-те години тя дебютира първо по телевизията, а след това и в театъра.
През пролетта на 1993 г. тя започва акустично турне с акомпанимента на двама китаристи.
През есента на 1993 г. певицата е част от постоянния състав на новото издание на телевизионното предаване „Доменика Ин“, водено от Мара Вениер, заедно с колежката си Франческа Алота, с която всяка седмица освен нейните хитове проследява историята на италианската и международната музика. Певицата участва както в началната тема на програмата, озаглавена „Ела да летиш с нас“ (Vieni a volare con noi), така и в заключителната, състояща се от песента „Пътувайки“ (Viaggiando), включена в албума на Алота.
През пролетта на 1994 г. излиза компилацията „А сега искам луната“ (E adesso voglio la luna), която съдържа освен най-големите ѝ хитове, пренаредени в соул звучене, и две неиздавани песни: „Всички виновни“ (Tutti culpoevoli) и „Негодник“ (Mascalzone), написани за нея от Джорджо Фалети. Албумът има рекорден успех благодарение и на излъчването им по телевизията и на промоцията в предаването „Доменика Ин“.
През 1995 г. Фиордализо е избрана за ролята на главната героиня на Blood Brothers / Fratelli di Sangue – известен мюзикъл на Уили Ръсел, който след 7 години международен успех най-накрая пристига в Италия. Италианската версия, преведена и адаптирана от Бруно Корбучи, режисирана от Вито Молинари и с изненадваща интерпретация на Фиордализо жъне голям успех сред публиката и критиката и върви през следващия сезон в много италиански градове. През 1995 г. Марина Фиордализо получава наградата „Ренато Рашел“ като шоугърл-откровение на годината и наградата „Боб Фос“ за уменията си като изпълнителка, подчертани в мюзикъла. През 1996 г., в двойка с Анализа Кукиара, която също е в актьорския състав на мюзикъла, тя записва сингъл с 2 песни: „Умствено разстройство“ (Disordine mentale) и „Сами жени в града“ (Donne sole in città).
От втората половина на 1990-те Фиордализо, неспособна да поеме по нов, по-зрял и ангажиран музикален и артистичен път, изоставена и разочарована от звукозаписната среда, доброволно напуска сцената, за да се завърне седем години по-късно, през 2002 г., извикана на Фестивала в Санремо от Пипо Баудо.
Вече утвърдена като телевизионна водеща, през 1996 г. тя е съводеща на Simpaticissima, токшоу на Медиасет. Междувременно Фиордализо продължава турнетата си в Америка с десет срещи в Канада и Съединените щати.
От 1997 до 2001 г. тя открива Fiordaliso Disco Live – поредица от шоута в дискотеките на големите градове на Северна Италия. Шоуто се състои от концерт с продължителност над два часа, базирани основно на репертоар от кавъри на песни на певци-автори на песни от 1960-те години до днес.
През 1997 г. Фиордализо е активна в Испания и Латинска Америка, където е издаден албумът ѝ Como te amaré изцяло на испански, съдържащ 6 нейни хита и 6 кавъра на песни на Лоредана Берте и сестра ѝ Миа Мартини, към които певицата, сходна по глас и тембър, винаги е хранила възхищение и уважение.
В началото на 1998 г. Como te amaré излиза в италианска версия със заглавие „Ти си прекрасна“ (Sei bellissima).
Няколко месеца по-късно излиза новият ѝ сингъл (неприсъстващ в първото издание на компактдиска) „Как се прави“ (Come si fa), написан от Валентина Готие, комбиниран с „Ох, ох, ох“ (Ahi ahi ahi), композирана от брат ѝ Андреа Фиордализо по текст на Фабрицио Берлинчони, и медли от трите ѝ хита Non voglio mica la luna, Cosa ti farei и Il mare più grande che c'è. Новият сингъл е представен на автомобилното изложение в Болоня и едновременно с това по Радио Италия. И двете произведения, аранжирани от Алберто Радиус и продуцирани от Марио Лимонджели, излизат за NAR International, постигайки умерен успех в продажбите през годините. Албумът е преиздаван още два пъти: за първи път през 2002 г. със същото заглавие и същите песни, но в различен ред, и за втори път през 2004 г. с напълно различна обложка с оригиналния ред на песните от първото издание от 1998 г., но променяйки заглавието си на Come si fa по гореспоменатата песен на Готие, която този път се добавя към началото на компилацията, последвана от другата неиздавана навремето песен Ahi ahi ahi.

### 2000 – 2019 г.
През 2000 г. певицата издава нов сингъл – Linda Linda, изцяло изпята на арабски език, която е представена на събитие в Болоня, излъчвано на живо на национално честоти на Радио LatteMiele.
През 2002 г., по искане на Пипо Баудо, Фиордализо се завръща на Фестивала в Санремо след 11 години отсъствие. Там тя се радва на добър успех сред публиката с песента „Върви по дяволите“ (Accidenti a te), написана от Джанкарло Бигаци и Марко Фаладжани. Песента заема 9-то място в крайното класиране и е включена в новата ѝ компилация „Решително решима“ (Risolutamente decisa), която съдържа освен песента от Санремо и две други неиздавани песни: „Ние жените“ (Noi donne) и „От следващата любов“ (Dal prossimo amore), и девет песни от репертоара ѝ, преаранжирани с блус звучене и записани на живо. Въпреки това певицата е критикувана от критиците, на които не харесва начинът, по който песента, представена на фестивала, разглежда въпроса за развода.
Веднага след Фестивала в Санремо Фиордализо е извикана от Пиеранджело Бертоли да дуетира с него най-големия му успех „Рибар“ (Pescatore). Парчето е включена в албума на Бертоли 301 guerre fa и често се пее от самата Фиордализо на нейните концерти на площада.
През пролетта на 2003 г. излиза сингълът ѝ „Лято 83“ (Estate '83), написан от Дженаро Козмо Парлато, която дава заглавието на новото лятно турне на Фиордализо. В същата година тя участва в албума на Ница Пици, с която пее в дует в песента „Думите, които никога не ти казах“ (Le parole che non ti ho detto mai), включена в албума на Пици Novità.
В периода април – октомври 2003 г. Фиордализо е на турне в италианските театри.
През есента на 2003 г. участва в риалити шоуто по Rai 2 Music Farm. Два епизода преди края тя е елиминирана от Рикардо Фоли, който след това печели програмата. В края на предаването излиза Music Farm Compilation, която включва само две от многобройните кавъри, които тя изпълнява по време на предаването: Dimmi come на Алексия, но преди всичко Anche per te на Могол-Батисти, от която тя прави една от най-красивите записани кавъри на тази песен. В този контекст И Ем Ай публикува колекция от 16 нейни песни за поредицата Made in Italy, базирайки се на трите албума, направени между 1990 и 1992 г. По този повод шестте песни, взети от албума ѝ La vita si balla, са ремастеризирани.
Фиордализо се завръща и по телевизията, отново по Rai 2, присъединявайки се към актьорския състав на телевизионната програма „Пиаца Гранде“. По време на програмата тя има постоянно музикално пространство, където, придружавана от оркестъра на Маестро Маца, изпълнява поне една своя песен на епизод, като също така води музикалната игра, която носи името си от най-големия ѝ успех: Non voglio mica la luna.
През март 2006 г. певицата е извикана от режисьорката Мануела Метри и от продукцията на Menopause - The Musical, за да играе една от четирите жени-действащи лица на италианското издание на успешния американски мюзикъл. Дебютът се състои в Рим на 8 март. Мюзикълът постига значителен успех, преди всичко благодарение на иронията, с която се занимава с определена тема като тази за менопаузата.
През 2008 г. участва в третия сезон на риалити шоуто „Къртицата“ (La Talpa), водено от Паола Перего по Rai 2.
От януари Фиордализо представя мюзикъла Anima rock на Себастиано Бианко – шоу, в което играе призрака на луда рок певица заедно с Миранда Мартино и Пайла Павезе.
През пролетта започва ново турне, в което освен че предлага 15 от най-известните си песни, отдава почит на велики автори на песни, включително Доменико Модуньо, Фабрицио де Андре и Ивано Фосати.
През 2010 г. става вокална педагожка в две академии за обучение на млади изпълнители, между Катания и Сиена, и се присъединява към Музикалната академия „Артайм“ под художественото ръководство на Фиорета Мари като преподавателка по пеене и сценично изпълнение.
През 2011 г. певицата все още е в театрите с петия сезон на повторенията на мюзикъла „Менопауза“.
През 2012 г. изпълнява новата си творба Sponsorizzata на турне. Тя съдържа и празнично DVD, записано в Театър „Амбра Джовинели“ в Рим по повод 30-годишната ѝ кариера. Бокс сетът съдържа първа част, състояща се от неиздавани студийни парчета, и втора част със записан на живо, отново по повод концерта в „Амбра Джовинели“.
През 2013 и 2014 г. Фиордализо е част от актьорския състав на Tale e quale show, излъчвано по Rai 1, в което печели един епизод. Тя представя на сцената имитации на Лоредана Берте, Джани Моранди, Тина Търнър, Миа Мартини, Арета Франклин, Донатела Реторе, Бони Тайлър и Рита Павоне.
На 19 септември 2015 г. изпълнява песните Non voglio mica la luna и Male на сцената на Пиаца дел Пополо в Рим в подкрепа на Animal Day Live – първия международен ден за правата на животните.
На 8 октомври 2015 г. по италианските радиа излиза „Зле“ (Male) – един от синглите, извлечен от албума ѝ Frikandò.
На 16 октомври 2015 г. излиза албум с неиздавани песни на Фиордализо, озаглавен Frikandò, който е с изцяло нейна продукция. Той е предшестван през пролетта от сингъла „Вълчицата“ (La lupa), композиран от Джордано Титарели по текст на Роберта Факани.
На 4 декември 2015 г. излиза сингълът ѝ „У дома за за Коледа“ (A casa per Natale) с Аурора Кодаци.
През пролетта на 2016 г. Фиордализо участва като конкурентка в 11-тото издание на риалити шоуто „Островът на известните“ (L'Isola dei Famosi), излъчвано по Canale 5 в праймтайма с водеща Алесия Маркуци. По време на престоя си на острова певицата многократно изразява желанието да напусне риалити шоуто, като това става в четвъртия епизод, където е елиминирана с 46% от гласовете.
През декември 2016 г. Фиордализо дебютира като писателка заедно с Рита дала Киеза с детската книжка „Ловецът на звезди“ (Il cacciatore di stelle).
На 12 май 2017 г. в ITunes излиза новият ѝ сингъл „Без сълза“ (Senza una lacrima). Той се занимава с темата за евтаназията, като се вдъхновява от диджей Фабиано Антониани, който решава да умре чрез асистирано самоубийство на 27 февруари 2017 г. след 3 години в състояние на слепота и тетраплегия – ситуация, подобна на тази, преживяна от брата на певицата преди години.
От септември 2017 г. е редовна гостенка на телевизионната програма „Доменика Лайв“, водена от Барбара Д'Урсо по Canale 5.
От 28 януари до 25 февруари 2018 г. Фиордализо води годишното издание на Историческия карнавал на Ченто.
От 5 до 9 февруари 2018 г., в седмицата на Фестивала на италианската песен в Санремо, тя е постоянно жури в телевизионната програма La Prova del Cuoco.

### 2020 – 2023 г.
От февруари 2020 г. Фиордализо е един от героите на театралната версия на ;На златното езеро: на режисьора Диего Руис с Джанфранко Д'Анджело и Корин Клери.
През 2021 г. излиза новият ѝ сингъл „Undimenticabile“ („Незабравим“) със Серена де Бари.
През 2022 г. тучаства в шоуто на Rai1 „Маскираната певица“ като кокошката, но веднага е елиминирана. От май е на турне в Австралия заедно със своя колега и приятел Пупо. Новият ѝ сингъл "Fragole e Champagne" („Ягоди и шампанско“.) излиза на 10 юни.
През 2023 г. има здравословни проблеми поради перитонит. Участва и в 17-то издание на предаването Big Brother по Canale 5 с водещ Алфонсо Синьорини.

## Благотворителност
През пролетта на 2008 г. излиза DVD-то M'amo non m'amo, спонсорирано от Италианската асоциация на жените лекарки.
През декември излиза сингълът Canto del sole inesauribile с текст на Кабала, взет от стихотворенията на папа Йоан Павел II; музиката и аранжиментите са на маестро Фио Дзаноти. С този сингъл, който предшества следващия ѝ албум с неиздадени парчета, Фиордализо реализира нов проект за солидарност: всички приходи от него отиват за Обществената асоциация „Папа Йоан XXIII“, основана от Дон Оресте Бенци.
На 29 ноември 2011 г. по повод 30-годишнината от кариера ѝ е пуснат троен бокс сет, озаглавен Sponsorizzata, приходите от който са предназначени за асоциация, бореща се с рака на гърдата.
Близка до родното си място, през 2018 г. Фиордализо публикува в мрежата видеоклипа на песента Saprai, написана от Роби Факинети от Пух и изпълнена в дует с Марко Ранкати. Създаден е за набирането на средства за хосписа „Дом на Ирис“ в град Пиаченца, който се грижи за хора с бързо развиващи се заболявания в напреднал стадий. Отново с Марко Ранкати (също от Пиаченца) и в сътрудничество с асоциацията от Пиаченца „Отвъд стената“ тя прави концерт през 2019 г. за 8000 затворници от затвора „Ле Новате“ в Пиаченца.

## Критика
Фиордализо е главна героиня на рекламата на Bassano Outlet – рекламен видеоклип, съдържащ насилие.

## Личен живот
Има двама сина. Първият ѝ син, Себастиано Бианки, е роден, когато тя е само на 16 години. Тя разказва в предаването „Верисимо“ за трудностите в онзи момент: „Открих, че съм бременна на 15-годишна възраст... Баща ми ме изгони от къщи и отидох в институт за самотни майки. Това беше историческа епоха, когато все още беше срамно да забременееш“. След като напуска института, Фиордализо се омъжва за бащата на първото си дете, но бракът е изпълнен с насилие: „Имаше удари. По онова време обаче беше нормално да ги понася жена. Но си има граници. Искам да кажа на жените, че могат да го направят, трябва незабавно да си тръгнат. Направих го, помогна ми семейството ми, баща ми ме спаси. Мога също да го извиня, защото [мъжът ми] беше на 17 г., и изведнъж се оказа, че [трябва да] се грижи за семейство. Но ударите никога не се извиняват“, казва тя в телевизионното предаване „Доменика лайв“. На първия си син тя посвещава песента си „Моят ангел“ (Il mio angelo). Вторият ѝ син се казва Паолино Тоноли и е роден през 1989 г. Тя отглежда децата си сама и изглежда няма желание да има партньор или съпруг. През 2016 г. тя казва: „Не съм омъжена, не ме интересува. Вече нямам похот, инстинкт, желание да правя любов. Намерих душевен мир и съм с Бог".

## Музикални събития
Музикален фестивал в Санремо
| Издание      | Песен                                                                               | В дует с        | Място             |
| ------------ | ----------------------------------------------------------------------------------- | --------------- | ----------------- |
| Санремо 1982 | Una sporca poesia (Мръсна поезия)                                                   |                 | Не стига до финал |
| Санремо 1983 | Oramai (Вече)                                                                       |                 | 6                 |
| Санремо 1984 | Non voglio mica la luna (Да не би да искам луната)                                  |                 | 5                 |
| Санремо 1985 | Il mio angelo (Ангелчето ми)                                                        |                 | 8                 |
| Санремо 1986 | Fatti miei (Моя си работа)                                                          |                 | 10                |
| Санремо 1988 | Per noi (За нас)                                                                    | Клаудио Кабрини | 8                 |
| Санремо 1989 | Se non avessi te (Ако нямах теб)                                                    |                 | 6                 |
| Санремо 1991 | Il mare più grande che c'è (I love you, man) (Най-голямото море (Обичам те, човече) |                 | 12                |
| Санремо 2002 | Accidenti a te (Проклет да си)                                                      |                 | 9                 |

## Дискография

### В Италия

#### Студийни албуми
- 1983 – Fiordaliso (Durium), президаден през 1984 г. като Non voglio mica la luna с добавянето на едноименната песен
- 1985 – A ciascuno la sua donna (Durium)
- 1986 – Applausi a....Fiordaliso (Durium)
- 1987 – Fiordaliso (Durium)
- 1989 – Io...Fiordaliso (EMI)
- 1990 – La vita si balla (EMI)
- 1991 – Il portico di Dio (EMI)
- 1992 – Io ci sarò (EMI)
- 1998 – Sei bellissima (NAR International), албум с кавъри (италианска версия на Como te amaré от 1997 г.), преиздаден през 2002 г. с различен ред на песните
- 2004 – Come si fa (NAR International), ново издание на Sei bellissima + две неиздаван песни в началото, след които следват други песни в реда от 1998 г.
- 2011 – Sponsorizzata (NAR International), албум с 9 неиздавани песни + DVD от концерта в Театър „Амбра Джовинели“ в Рим на 24 settembre 2011 + CD live на концерта
- 2015 – Frikandò (Sonomusica edizioni)

#### Концертни албуми
- 1985 – Dal vivo per il mondo (Durium, ms AI 77455)
- 1986 – Dal vivo per il mondo (Durium, преиздание на предходния с добавяне на песента Fatti miei и с пропускане на You know my way)
- 2011 – Sponsorizzata (албум с неиздавани песни + албум наживо + dvd наживо)
- 2013 – Fiordaliso Live (Sonomusica edizioni, албум наживо с неиздаваната песен Niente più' di te с Омар Кодаци)

#### Ep-та
- 1984 – Li-be-llu-la (Durium, Q Disc, серия Discoquattro)

#### Компилации
- 1989 – Io... Fiordaliso (EMI album (с Per noi и две неиздавани песни)
- 1994 – E adesso voglio la luna – I grandi successi (Italfono/Sony Music, албум (с две неиздавани парчета и девет ремикса)
- 1995 – Fiordaliso – Il meglio – Volume 1, Volume 2, Volume 3 (D.V. More Records)
- 1995 – I grandi successi (BMG)
- 1998 – I grandi successi di Fiordaliso (BMG)
- 2002 – Fiordaliso – I grandi successi (BMG Ricordi ор периода 1982 – 1987 с лейбъла Durium + темарична песен на тв предаване Domenica in '93)
- 2002 – Risolutamente decisa (QAZIM/Columbia/Sony Music, албум (с три неиздавани парчета и девет ремикса)
- 2004 – Made in Italy (EMI, от периода 1990 – 1992 c И Ем Ай)

### Извън Италия
Студийни албуми
- 1984 – Yo no te pido la luna (Durium, албум на италиански и испански, Испания и Латинска Америка)
- 1985 – Fiordaliso (Durium, албум на испански, Мексико)
- 1986 – Fiordaliso canta en español (албум/компилация на испански, Испания и Южна Америка)
- 1986 – Otra historia de amor (албум/компилация на испански, Испания и Южна Америка)
- 1987 – Fiordaliso (Durium, албум на испански, САЩ)
- 1991 – Il portico di Dio (EMI, албум на италиански и испански, Испания и Латинска Америка)
- 1997 – Como te amaré (Divucsa/Musart, албум с кавъри/компилация от хитове, на испански, Испания / Мексико – версия на испански на албума Sei bellissima, 1998/2002)

### Сътрудничество
- 1984 – È bello dire che ti amo (Durium), дует с Енцо Малепасо
- 1986 – La vita è molto di più / Quando penso a te (BabyRecords), дует с Пупо
- 1993 – Viaggiando (дует с Франческа Арлота в албума на Арлота Io e Te)
- 2002 – Pescatore (дует с Пиеранджело Бертоли в албума му 301 Guerre fa)
- 2003 – Le parole che non ti ho detto mai (дует с Нила Пици в албума на Пици Insieme si canta meglio)
- 2007 – Io muoio / Yo me muero (дует с Джани Фиорелино)
- 2009 – Amiche per l'Abruzzo (Album) (с песни от мегаконцерта на Приятелки за Абруцо, където Фиордализа пее в дует с Аннализа Минети песента Non voglio mica la luna)
- 2012 – Niente più di te (дует с Омар Кодаци)
- 2015 – Eclissi Totale (дует с Каспар Капарони)
- 2015 – A casa per natale (дует с Аурора Кодаци)

## Телевизия
- Premiatissima (Canale 5), 1986
- Domenica Mondiale (1987) съводеща
- Europa Europa (Rai 1, 1990) примадона
- Domenica in (Rai 1, 1993 – 1994) съводеща
- Simpaticissima (Rete 4, 1996)
- Furore (Rai 2, 1997)
- Music Farm (Rai 2, 2004) конкурентка
- L'eredità "Il Galà" (Rai 1)
- Piazza Grande (Rai 2, 2004 – 2006, 2007 – 2008) съводеща
- Festival di Sanremo (Rai 1, 2005, 2017) пратеник
- La Talpa 3 (Italia 1, 2008) конкурентка
- Amiche per l'Abruzzo (2009)
- I Love Italy (2010)
- Ciak... si canta! (Rai 1, 2011)
- Tale e Quale Show 3 (Rai 1, 2013) конкурентка
- Tale e quale show - Il torneo 2 (Rai 1, 2013) конкурентка
- Tale e quale show - Il torneo 3 (Rai 1, 2014) конкурентка
- L'isola dei famosi 11 (Canale 5, 2016) конкурентка
- Na Tale e quale show (Rai 1, 2016) конкурентка
- Singing in the Car (TV8, 2017)
- Domenica Live (Canale 5, 2017) постоянен гост
- Celebrity Bake Off Italia (Real Time, 2017)
- La prova del cuoco (Rai 1, 2018) постоянен член на журито
- Citofonare Rai 2 (Rai 2, 2022) репортер
- Il cantante mascherato (Rai 1, 2022) конкурентка
- iBand (La 5, 2022) жури
- Grande Fratello 17 (Canale 5, 2023) конкурентка